# 권병식
권병식(權丙植, 1934년 7월 29일 ~ )은 대한민국의 전직 군인이다.

## 학력
- 경북고등학교 (졸업)
- 연세대학교 (경영학 / 학사)
- 연세대학교 대학원 (경영학 / 석사[1])

## 생애

### 어린 시절
1934년 7월 29일 경상북도 영일군(현 포항시)에서 태어났다. 

### 학창 시절
1955년 경북고등학교를 졸업하였는데 1959년 육군사관학교를 15기로 졸업했다. 1965년에는 군 위탁교육으로 연세대학교 경영학과를 졸업하고, 1966년 8월 연세대학교 대학원에서 경영학 석사 학위를 취득했다.

### 군인 시절
1981년 육군본부 인사관리처장, 1982년 수도경비사령부 참모장, 1983년 제26보병사단장, 1985년 육군3사관학교장, 1986년부터 1987년까지 수도방위사령관, 1987년 육군참모차장, 1988년 육군교육사령관 등을 역임하고 합동참모본부장을 끝으로 1990년 대한민국 육군 중장으로 예편했다.
예편 후에는 1991년 한국도로공사 사장을 지냈다.

## 경력
- 한국도로공사사장